# Sunside
Sunside var en ungdomsgård på Malmskillnadsgatan 58b i Stockholm. Den kallades tidigare Johannes ungdomsgård och öppnades den 22 april 1955 av Stockholm stad med sociala och kulturella ambitioner. Projektet bedrevs under 20 händelserika år.

## Verksamhet
Sunsides öppningsfest samlade kommunaltjänstemän, socialarbetare och artister. Martin Ljung, Mikael Sotnikov och Jossie Pollard underhöll gästerna i de nyrenoverade lokalerna. Sunside låg i det så kallade Träsket där brottsligheten och prostitutionen var omfattande. Med nya sociala direktiv i ryggen ville Stockholm stad och dess nybildade fritidsnämnd motverka den negativa utvecklingen i området genom att skapa nya möjligheter för sysslolösa ungdomar.
Jazzmusikern Arthur Österwall blev Sunsides första föreståndare. Han införde musikskola, skollovsjazz, konserter med lokala och utländska jazzsolister och ledde ungdomsorkestern Sunsiders.
Vid mitten av 1960-talet tog modsen över och gjorde Sunside till sitt ställe. Jazzen ersattes av musik med till exempel Small Faces och The Who. Filmvisningar av till exempel Dom kallar oss mods och diskussionsaftnar förde in politiken på Sunside. Alternativ jul började firas 1968, samma år som Canned Heat gjorde sin legendariska första spelning i Sverige, tillika enda någonsin på Sunside.
Ungdomsgårdarna i Stockholm genomgick en förvandling via musiken och politiken. Kingside på Kungsholmsgatan 153 och East Side Beat Club på Skeppargatan 38 var musikinriktade, medan 4-an på Lästmakargatan 4 och Gamla Bro på Gamla Brogatan 27 var mer mötesplatser för politiskt aktiva provies och senare hippies. Narkotika blev allt vanligare i samhället och så även på ungdomsgårdarna. Vissa konsertarrangörer och klubbägare som Hasse Wallman hyrde in sig i lokalerna. Wallman döpte om Sunside till Hit House vissa kvällar.